# Chasapiko
Chasapiko (grecki: χασάπικο, turecki: Kasap havası) - popularny taniec oraz muzyka do tańca z Grecji.
Znany w krajach Imperium Osmańskiego, na Bałkanach i w Azji Mniejszej. Nazywany jest również χασάπικος χορός lub po prostu χασάπικος (hasapikos horos, chasápikos, khasápikos, chasápikos). Nazwa pochodzi od słowa "rzeźnik" (kasap w jęz. tureckim i χασάπης w greckim). Słowo "kasap" etymologicznie pochodzi z arabskiego rdzenia "kasab", czyli obcinać, ucinać. Może to oznaczać obcinanie, skracanie bardzo szybkiego rytmu.
Wolna wersja tańca liczona na 4/4 nazywa się χασάπικο βαρύ (hasapiko vary) lub χασάπικος βαρύς (hasapikos varys).
Szybka wersja na 2/4 nazywana jest γρήγορο χασάπικο, γρήγορος χασάπικος, μακελλάριος χορός; χασαποσέρβικο (grigoro chasapiko, grigoros chasapikos, makellarios choros, chasaposerviko).
Od tańca chasapiko pochodzi popularny taniec grecki sirtaki. Jest to połączenie wersji wolnej i szybkiej chasapiko. Sirtaki pojawia się w Greku Zorbie Nikosa Kazantzakisa.